# Муратова, Зубаржат Закировна
Зубаржат Закировна Муратова (3 июля 1939 — 17 октября 2015, Астрахань) — советская и российская журналистка, Заслуженный работник культуры Российской Федерации (1994).

## Биография
Зубаржат Закировна родилась в 1939 году.
- 2005 год — лауреат премии Золотое перо России.
- Долгие годы возглавляла редакцию газеты «Степная новь».
- Долгие годы была председателем астраханского отделения Союза журналистов России.
- Долгие годы возглавляла общественно-консультативный совет при УФМС России по Астраханской области,
- Долгие годы возглавляла астраханский областной фонд татарской национальной культуры «Хаджи-Тархан».
- Долгие годы состояла в этноконфессиональном совете при губернаторе Астраханской области
  - и в штабе астраханского отделения общественного движения «Общероссийский народный фронт».

## Личная жизнь
- Сын.

## Награды
- Орден Дружбы (13 января 1999 года) — за заслуги в области печати, культуры, укреплении дружбы и сотрудничества между народами, многолетнюю плодотворную работу[2]
- Заслуженный работник культуры Российской Федерации (1 декабря 1994 года) — за заслуги в области культуры и многолетнюю плодотворную работу[3].
- Золотое перо России (2005).